# Bataille de Saour-Mogyla
Guerre du Donbass
(fait partie de la Guerre russo-ukrainienne)
Batailles
- Euromaïdan
- Révolution de la Dignité
- Manifestations anti-Maïdan

Annexion de la Crimée
- Invasion russe de la Crimée
- Prise du Parlement de Crimée
- Prise de la base navale sud
- Incident de Simféropol (en)
- Occupation russe de la Crimée

Troubles pro-russes
- Odessa
- Troubles pro-russes à Kharkiv (uk)
- Troubles pro-russes à Louhansk (uk)
- Bataille de la rue Rymarska (uk)
- Proclamation de la république de Crimée
- Prise de Donetsk
- Proclamation de la RP de Donetsk
- Proclamation de la RP d'Odessa (hu)
- Proclamation de la RP de Lougansk
- Affrontements à Odessa du 2 mai (uk)
- Incendie de la Maison des syndicats d'Odessa

Guerre du Donbass
- Sloviansk
- Kramatorsk
- Artemivsk
- Marioupol
- Karlivka
- 1re Donetsk
- Louhansk
- Krasnyi Lyman
- Il-76
- Chyrokyne
- Saour-Mogyla
- Horlivka
- Vol Malaysia Airlines 17
- 2e Donetsk
- Loutouhyne
- Ilovaïsk
- Novoazovsk
- 3e Donetsk
- 32e barrage
- Volnovakha
- Debaltseve
- Marïnka
- Avdiïvka

La bataille de Saour-Mogyla (parfois également appelée bataille pour le raïon de Chakhtarsk) désigne une série d'affrontements militaires de juillet à août 2014 dans le cadre de la guerre du Donbass, lors de la Guerre russo-ukrainienne. Elle s'inscrit dans un ensemble de combats dans tout le raïon de Chakhtarsk, dont l'Ukraine est contrainte de se retirer le 26 août 2025 face à une vaste contre-offensive des rebelles séparatsites contrôlés par la Russie ainsi que des forces armées régulières russes dans tout le Donbass. Pendant les combats, l'avion civil assurant le vol MH17 de la Malaysia Airlines a été détruit par les rebelles séparatistes, le 17 juillet, causant la mort de tous ses 283 passagers et 15 membres d'équipage.

## Contexte

Localisation du raïon de Chakhtarsk au sein de l'Oblast de Donetsk, en Ukraine orientale

À partir du 6 avril 2014, dans le cadre de la montée des troubles pro-russes en Ukraine au lendemain de la révolution de la Dignité, des rebelles séparatistes prorusses contrôlés par la Russie et se réclamant de l'autorité de fait se disant « République populaire de Donetsk » ont capturé des villes et villages à travers l'oblast de Donetsk, en Ukraine orientale, y compris le raïon de Chakhtarsk. Le raïon occupe une position cruciale entre les territoires sous contrôle de la prétendue « républiques populaires de Donetsk » et l'autoproclamée « République populaire de Louhansk » et le territoire internationalement reconnu de la Russie.

Situation en juin 2014 :
Zone sous contrôle des rebelles séparatistes
Territoire toujours sous contrôle ukrainien

Les forces gouvernementales ukrainiennes ont lancé une offensive contre les rebelles séparatistes pro-russes dans les oblasts de Donetsk et de Louhansk le 7 avril 2014. La colline de Saour-Mogyla permet de surveiller les lignes entre Louhansk et Donetsk mais aussi vers la frontière russe internationalement reconnue. Le 16 juillet 2014, après le retrait des rebelles séparatistes de la majeure partie du nord de l'oblast de Donetsk, l'armée ukrainienne décide de reprendre le contrôle du raïon. Les combats s'étendent à tout le raïon, et notamment à la ville de Chakhtarsk et aux villages de Marynivka, Dmytrivka, et Stepanivka, dans une tentative de l'Ukraine de couper les lignes d'approvisionnement des rebelles séparatistes et d'atteindre le lieu de la chute du vol MH 17, puis aux villages de Snijne (Snijné) et Tchystiakove (Thorez).

## Bataille de Saour-Mogyla

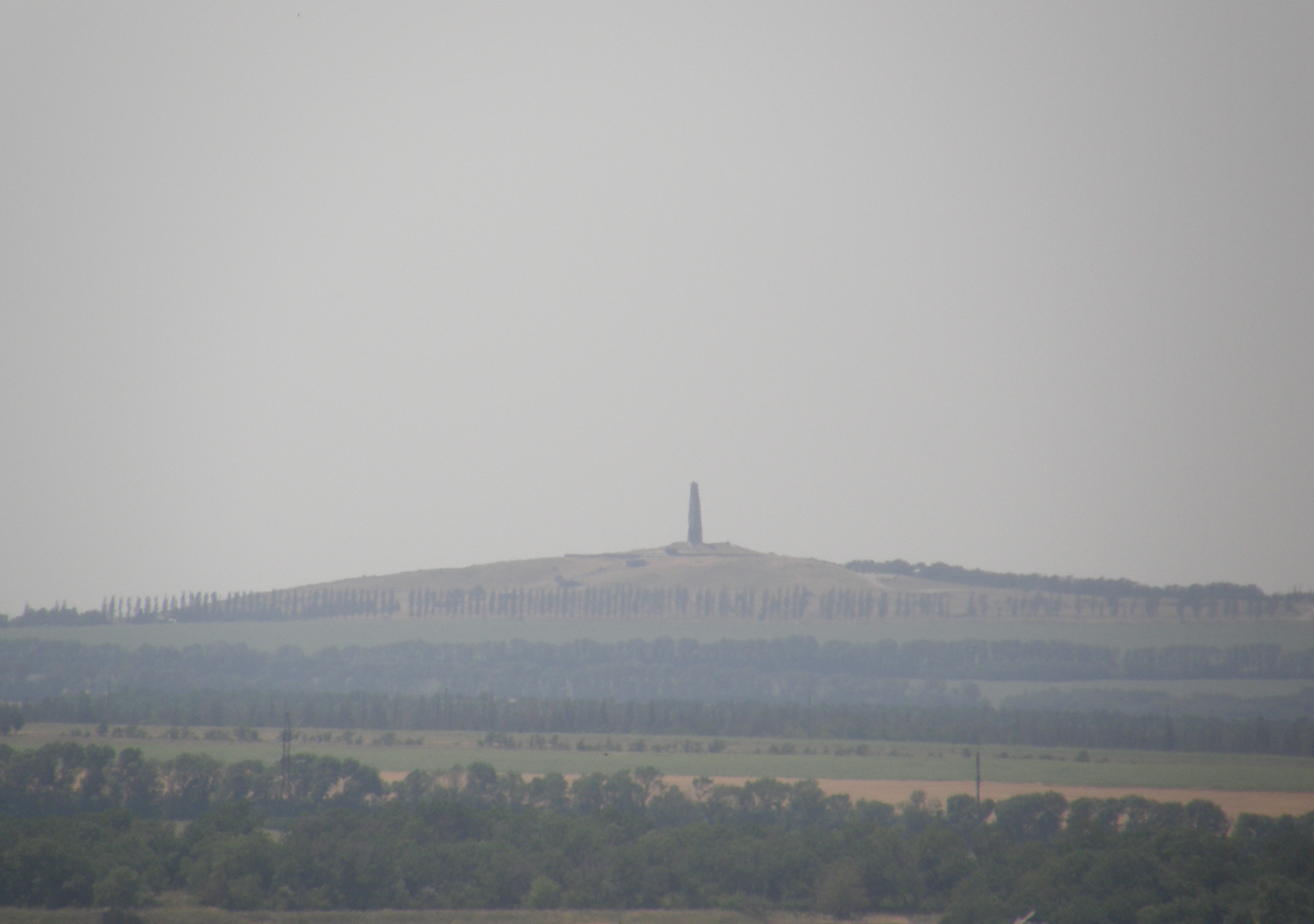
La colline stratégique de Saour-Mogyla, vue depuis Snijne, utilisée par les rebelles séparatistes prorusses pour bombarder les positions ukrainiennes à Marynivka

Saour-Mogyla est une hauteur stratégiquement importante près de la frontière russo-ukrainienne internationalement reconnue, surplombant les villages de Dmytrivka et Marynivka. 

Le 12 juin 2014 est lancée une attaque pour prendre la hauteur de Saour-Mohyla où se trouve un monument. L'engagement se déroule en présence de deux hélicoptères de la Force aérienne ukrainienne et deux chars d'assaut T-64 venus de Russie. 

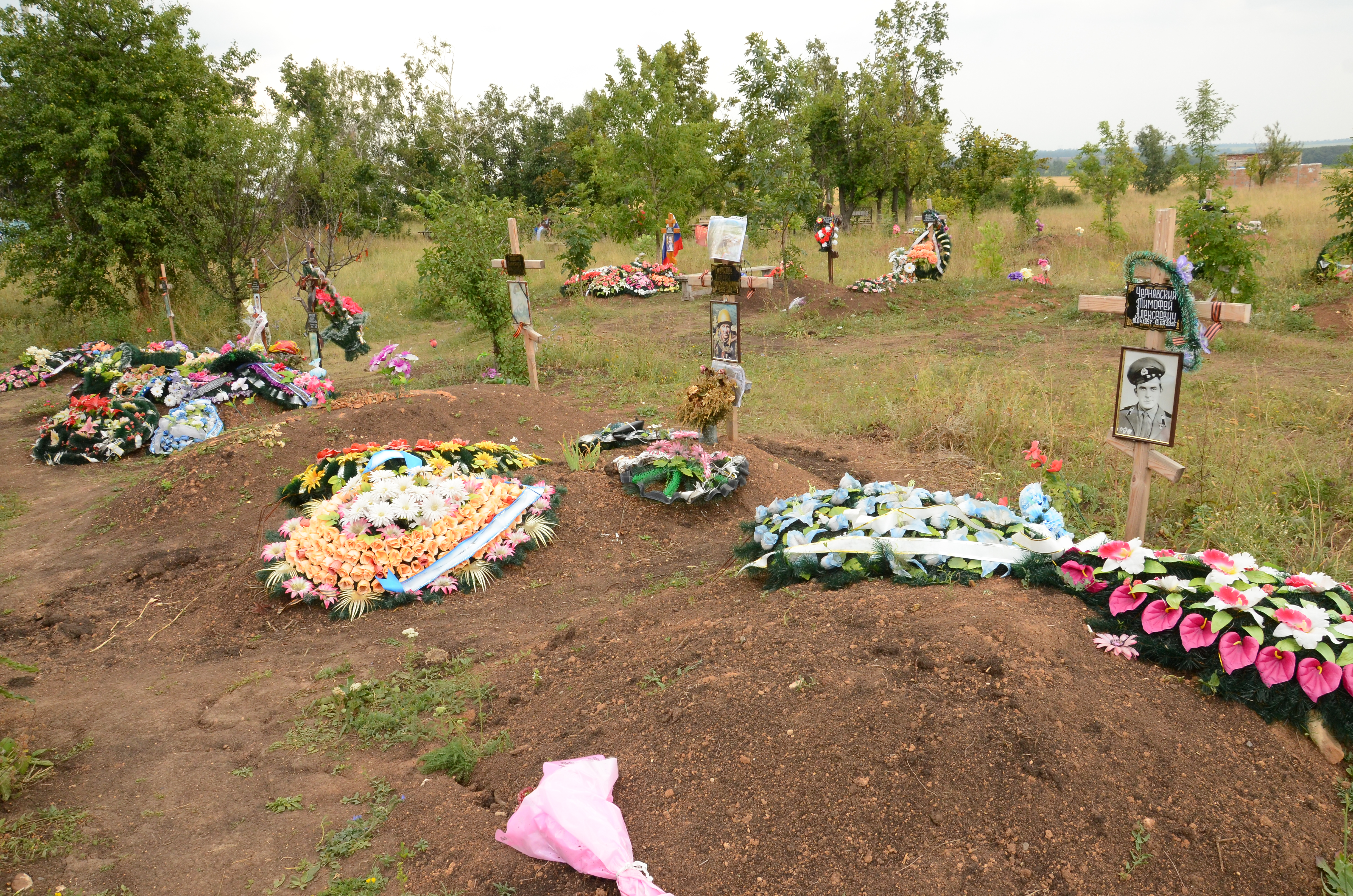
Tombes de soldats tombés en 2014

Le 16 juillet 2014, les rebelles séparatistes prorusses se réclamant de la soi-disant « république populaire de Donetsk » ont utilisé cette colline pour bombarder le village de Marynivka, contrôlé par l'Ukraine, lors d'une offensive des insurgés contre ce village. En réponse, l'armée de l'air ukrainienne a attaqué les positions des rebelles séparatistes sur la colline, qui ont riposté à l'aide de canons antichars. Les forces ukrainiennes, encerclées près de la colline, ont tenté de se dégager et de mettre en déroute les insurgés.
Des avions de chasse Su-25s, indicatif Bleu 04 et Bleu 33, de l'armée de l'air ukrainienne sont abattus le 23 juillet,. Un rapport du gouvernement ukrainien a déclaré que des missiles tirés depuis la Russie ont causés ces destructions. Le commandant rebelle séparatiste Igor Girkin a revendiqué la destruction d'un avion, tandis que son pilote s'était éjecté.

Les forces ukrainiennes ont déclaré avoir repris la colline le 28 juillet 2014. Un couloir a pu être ménagé pour réapprovisionner les unités qui étaient piégées à proximité. D'intenses combats dans la région se sont poursuivis jusqu'au 31 juillet.  

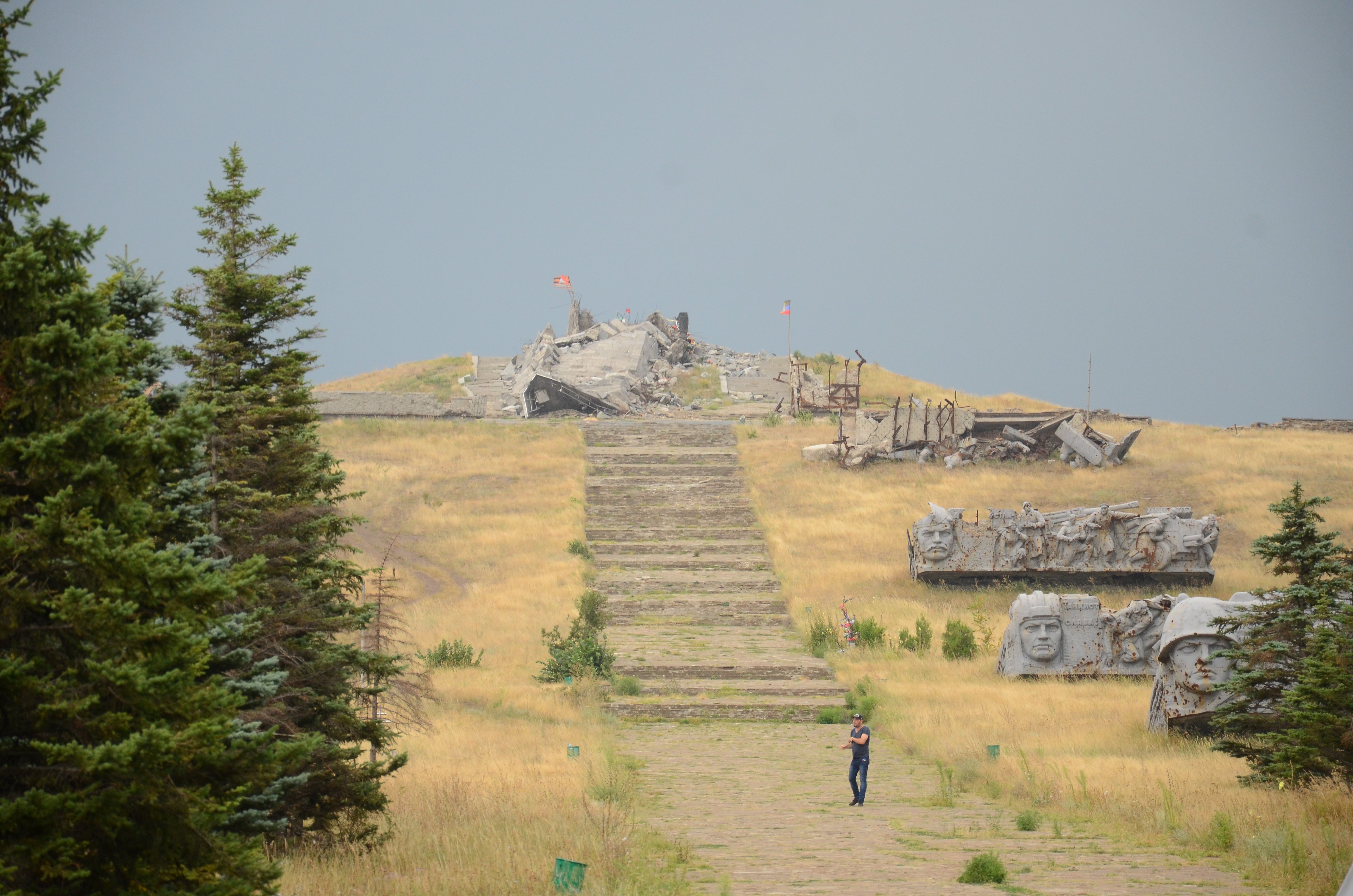
Les vestiges du monument de Saour-Mogyla, en 2015

Le 5 août, les rebelles séparatistes prorusses ont attaqué les positions ukrainiennes sur la colline depuis la ville voisine de Snijne. Un porte-parole du Conseil national de sécurité et de défense de l'Ukraine (CNSD) a déclaré le 6 août que les forces ukrainiennes sur Saour-Mogyla étaient entrées en contact avec les rebelles séparatistes pro-russes vingt-cinq fois au cours des dernières vingt-quatre heures.
Le 26 août, dans le cadre d'une large contre-offensive des forces rebelles séparatistes prorusses ainsi que des forces armées régulières de la fédération de Russie dans tous le Donbass, Saour-Mogyla a été reprise par les forces séparatistes,.
Un film Donbass. Saour-moguila. Une bataille inachevée de Alekseï Elistratov et Ildar Yakoubov a été tourné en 2016, et présenté au Festival du cinéma russe à Nice en 2017.

## Autres affrontement dans le raïon de Chakhtarsk

### Stepanivka
Les rebelles séparatistes ont lancé une offensive sur la ville de Marynivka, contrôlée par l'Ukraine, depuis le village voisin de Stepanivka le 16 juillet 2014. Les forces ukrainiennes ont déclaré avoir repris Stepanivka aux rebelles le 29 juillet, puis avoir avancé vers la ville voisine de Pervomaïsk. Selon un rapport du 11 août, le village semble avoir été presque entièrement détruit par les bombardements lors des combats à travers le raïon. Stepanivka est repassée sous le contrôle des rebelles séparatistes prorusses le 14 août.

### Marynivka
Marynivka est une ville frontalière située dans le sud de l'oblast de Donetsk. Sa position à la frontière rendait son contrôle important pour maintenir les lignes d'approvisionnement depuis la Russie des rebelles séparatistes. Les insurgés prorusses ont lancé une offensive sur les positions de la Garde nationale d'Ukraine dans la ville le 16 juillet 2014, après avoir brisé l'encerclement des forces ukrainiennes dans la ville voisine de Stepanivka. Les combats se sont également étendus au village de Tarany. Au cours de cette offensive, les rebelles séparatistes ont utilisé des chars d'assaut, des mortiers et des missiles antichars contre les forces ukrainiennes. Ils ont tenu Marynivka jusqu'à ce que la Garde nationale d'Ukraine soit en mesure de repousser leur offensive et de les contraindre à se replier sur Stepanivka. Cependant, les rebelles séparatistes ont ultérieurement déclaré avoir repris Marynivka. Le porte-parole des rebelles séparatistes, Sergueï Kavtaradze, a déclaré que les insurgés avait subi un décès et quinze blessés. Le commandant rebelles séparatistes prorusses Igor Girkin a déclaré que ses forces avaient détruit deux véhicules blindés ukrainiens et en avaient capturé un. 
Les forces ukrainiennes ont été continuellement attaquées par les insurgés à Marynivka, bien qu'elles aient réussi à en garder le contrôle le 16 juillet. Le lendemain de la première offensive des rebelles séparatistes, les forces gouvernementales ont repoussé quatre autres attaques et détruit trois chars d'assaut, deux véhicules blindés de transport de troupes et deux autres véhicules de combat. Le 25 juillet, une pluie de tirs de mortier s'est abattu depuis le territoire russe sur le poste-frontière de Marynivka. Les forces gouvernementales ont déclaré avoir abattu au moins trois véhicules aériens sans pilote russes le même jour.
Les rebelles séparatistes prorusses ont déclaré avoir quitté la zone le 31 juillet, après des combats quasi continus avec les forces ukrainiennes. Toutefois, les positions ukrainiennes à l'intérieur et autour de Marynivka ont été bombardées à l'aide de roquettes Grad et de mortiers le 1er août. Le 14 août 2024, les rebelles séparatistes prorusses lancent une nouvelle attaque sur la localité et, après de violents combats près du poste-frontière, s'en emparent.

### Vol MH17 de la Malaysia Airlines
- Trajet de l'avion
- Zone de lancement du missile selon les États-Unis[28]

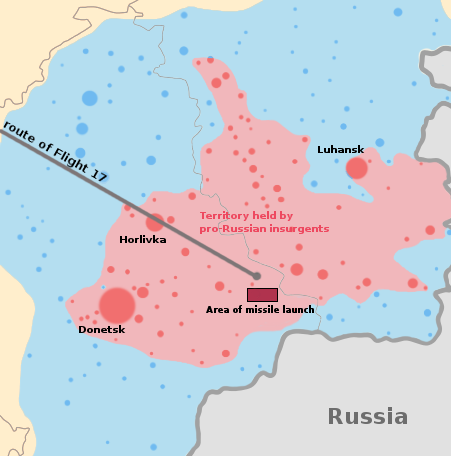
Situation militaire au moment de la catastrophe. Les points représentent la population, les plus gros étant les plus grandes villes.
Zone de lancement du missile selon les États-Unis
Zone sous contrôle séparatiste selon l'Ukraine
Territoire repris par l'Ukraine

L'avion assurant le vol Malaysia Airlines 17, un vol international régulier de passagers reliant Amsterdam à Kuala Lumpur, a été abattu par les forces rebelles contrôlées par la Russie avec un missile sol-air Bouk près de Hrabove, à une dizaine de kilomètres de Chakhtarsk, le 17 juillet. Les 283 passagers et les 15 membres d'équipage ont péri dans la destruction de l'avion.

### Chakhtarsk

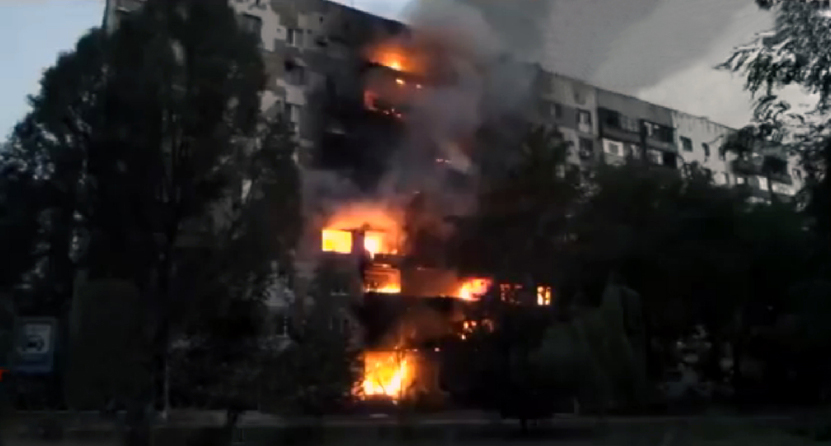
Immeuble en feu à Chakhtarsk, le 3 août 2014

Selon les rebelles séparatistes prorusses, un convoi de la Garde nationale ukrainienne est entré à Chakhtarsk par le nord le 27 juillet 2014. Des sirènes d'alerte aérienne ont été entendues, de violents combats ont éclaté et des combats urbains ont eu lieu dans toute la ville. Les rebelles séparatistes prorusses ont attaqué les forces ukrainiennes par le sud, mais se sont ensuite retirés. Ils ont reçu des renforts venant de la ville voisine de Snijne. Par la suite, les forces armées ukrainiennes ont déclaré avoir pris Chakhtarsk.
Deux jours plus tard, cependant, les rebelles séparatistes prorusses se réclamant de la prétendue « république populaire de Donetsk » ont déclaré avoir repris le contrôle de la ville et repoussé les forces ukrainiennes vers ses faubourgs, et qu'une grande quantité de matériel ukrainien avait été détruite. Le 31 juillet, une embuscade des rebelles séparatistes a fait dix morts parmi les soldats ukrainiens. Selon des responsables ukrainiens, des mortiers ont été utilisés pour attaquer les troupes alors qu'elles se redéployaient. De violents affrontements entre les forces ukrainiennes et les rebelles séparatistes se sont poursuivis début août. De nombreux civils ont quitté leurs foyers pour échapper aux combats, tandis que ceux qui sont restés ont été profondément affectés par les bombardements nocturnes d'artillerie incessants. 
Des observateurs de l'Organisation pour la sécurité et la coopération en Europe (OSCE) se sont rendus à Chakhtarsk le 8 août. Ils ont déclaré que la ville était « déserte » et qu'aucun magasin n'était ouvert. Selon les habitants, l'eau n'était disponible que deux heures par jour, et l'électricité et le gaz n'étaient plus acheminés. Des bombardements ont endommagé la ville et plusieurs immeubles résidentiels ont été détruits. Les rebelles séparatistes ont repoussé les tentatives répétées des forces ukrainiennes fin août pour les reprendre Chakhtarsk. 

### Snijne et Tchystiakove

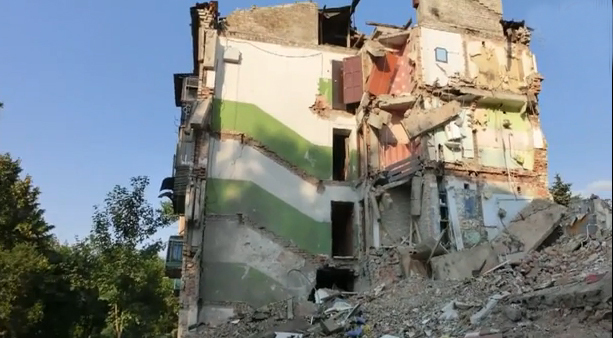
Bâtiment endommagé à Snijne, le 6 août 2014

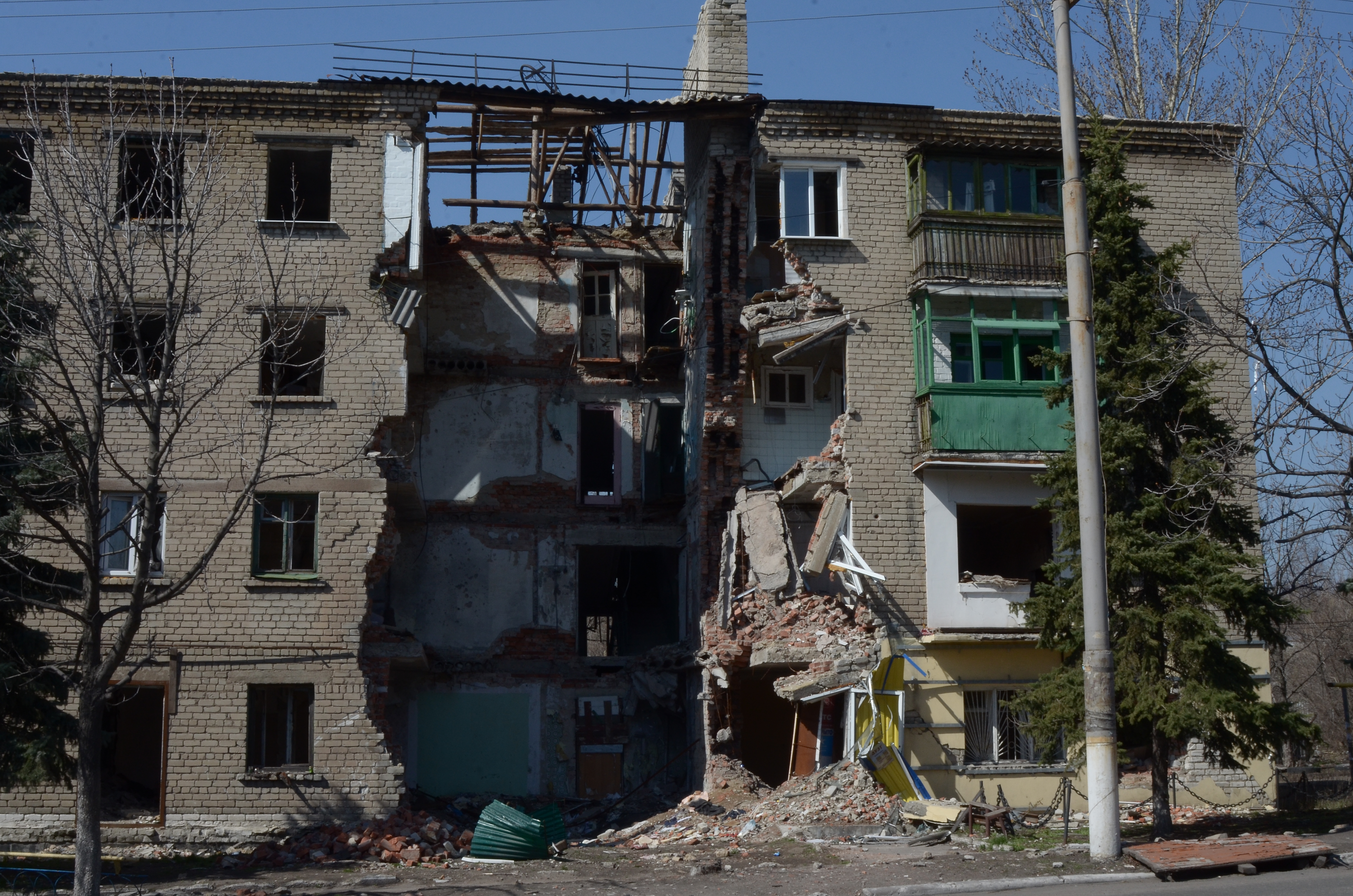
Snijne après les combats

Snijne (Snijné) et Tchystiakove (Thorez) sont des villes géographiquement situées dans le territoire du raïon de Chakhtarsk, mais administrées séparément. Des violences avaient éclaté à Snijne avant la bataille, notamment une attaque à la roquette lancée par un avion le 15 juillet, qui avait tué au moins onze personnes et endommagé de nombreuses habitations. Les forces ukrainiennes ont déclaré être entrées dans Tchystiakove et d'autres villages voisins le 28 juillet. 
Cependant, le 1er août les rebelles séparatistes prorusses contre-attaquent et contraignent les forces ukrainiennes à se retirer. Les affrontements aux abords de la ville se poursuivent jusqu'au 7 août, après que des soldats ukrainiens ont tenté de secourir leurs camarades encerclés près de la ville. Les forces ukrainiennes ont avancé vers Tchystiakove à nouveau le 8 août, dans le but d'empêcher les attaques des rebelles séparatistes sur leurs positions à Saour-Mogyla. 
Le 12 août, les forces ukrainiennes ont lancé une nouvelle offensive pour reprendre Snijne, Tchystiakove et Chakhtarsk. Les affrontements se sont poursuivis dans chaque ville. Le lendemain, l'artillerie ukrainienne a détruit un convoi de munitions rebelles à Snijne. Selon deux membres du Conseil présidentiel russe des droits de l'homme, ce convoi avait été escorté par des militaires russes, dont plus de 100 auraient été tués et environ 300 blessés. Les forces ukrainiennes ont tenté une nouvelle fois de reprendre Tchystiakove aux insurgés le 20 août, mais ont été repoussées. Les forces ukrainiennes ont détruit onze systèmes de roquettes Grad, trois chars d'assaut et cinq véhicules blindés à Snijne le 21 août. Des sources gouvernementales ont également indiqué qu'elles avaient tué plus de 100 « mercenaires » russes.

## Voir également
- Siège d'Ilovaïsk
- Guerre du Donbass
- Guerre russo-ukrainienne
- Invasion de l'Ukraine par la Russie